# 만승초등학교
만승초등학교(萬乘初等學校)는 대한민국 충청북도 진천군 광혜원면 광혜원리에 있는 공립 초등학교로, 아직 일제 강점기 시대였던 1930년 4월 19일 충북진천만승공립보통학교로 처음 개교되었다.

## 학교 연혁
- 1930년 4월 19일 만승공립보통학교 개교(설립인가 3월 31일)
- 1938년 4월 1일 만승공립심상소학교로 개칭
- 1941년 4월 1일 만승공립국민학교로 개칭
- 1996년 3월 1일 만승초등학교로 개칭
- 2019년 3월 1일 제32대 최민수 교장 취임
- 2021년 1월 22일 제88회 졸업식(114명, 총 9,574명)
- 2021년 3월 1일 29학급(특수학급 포함) 편성

## 학교 상징
- 교화 - 모란 : 만송 어린이들이 붉은 꽃잎을 뽐내며 활짝 핀 모란꽃처럼 세상을 밝히고 훌륭하게 자라기를 바라는 뜻에서 교화로 선정함.
- 교목 - 은행나무 : 수많은 세월을 이겨내며 아름다운 잎과 풍성한 열매로 세상을 밝힌 은행나무처럼 따뜻한 마음, 새로운 생각, 함께하는 만승 어린이의 기상과 만승초등학교의 무한한 발전을 바라며 교목으로 선정함.

## 참고 자료
- 만승초등학교 - 한국교육학술정보원 학교알리미